# Gift Orban
Gift Orban, född  17 juli 2002 i Benue, är en nigeriansk professionell fotbollsspelare som spelar för TSG Hoffenheim.

## Spelarkarriär
I november 2021 scoutades Orban av Stabæk i Nigeria under en showcase-turnering. Han tränade med Stabæk under vintern säsongen 2021/2022 innan han återvände efter att hans visum gått ut. När han återvände till Norge skrev han på för Stabæk i slutet av maj 2022. Övergången från den nigerianska klubben Bison var ett lån med köpoption.
Han gjorde sina första mål i cupmatcher mot semiprofessionella lagen Notodden och Gjøvik-Lyn. Med 16 mål blev Orban blev bäste målskytt i 1. divisjon 2022 tillsammans med Bård Finne.
Den 31 januari 2023 skrev Orban på för den belgiska klubben Gent. Den 11 februari gjorde Orban två mål i sin ligadebut med Gent mot Westerlo. Den 12 mars lgjorde Orban fyra mål i en borteseger med 6–2 mot Zulte Waregem, vilket gjorde honom till den första spelaren i Gent att göra det på 2000-talet. Alla målen kom i andra halvlek. I sin nästa match gjorde han ett hattrick i första halvlek i en Uefa Conference League-match mot İstanbul Başakşehir. Hattricket gjordes inom tre minuter och 25 sekunder och blev det snabbaste hattricket i Uefas klubbtävlingar.
Den 18 januari 2024 värvades Orban av Ligue 1-klubben Lyon, där han skrev på ett 4,5-årskontrakt. Den 2 januari 2025 värvades Orban av Bundesliga-klubben TSG Hoffenheim.